# Rosa Peñalver
Rosa Peñalver Pérez, née le 3 février 1954 à San Javier, est une femme politique espagnole, membre du Parti socialiste ouvrier espagnol (PSOE). Elle est députée de l'Assemblée régionale de Murcie de 2003 à 2008 puis présidente de cette assemblée de 2015 à 2019.

## Biographie

### Profession
Elle est titulaire d'une licence en histoire et géographie. Elle est diplômée en bibliothèque et documentation ainsi qu'en égalité des genres.

### Carrière politique
De 2003 à 2008, elle est députée à l'Assemblée régionale de Murcie. De 2008 à 2012, elle est directrice générale chargée de l'évaluation et de la coopération territoriale du ministère de l'Éducation. Le 24 mai 2015, elle est élue députée à l'Assemblée régionale de Murcie. Le 15 juin suivant, en vertu d'un accord avec les forces de l'opposition, elle en est élue présidente. Après les élections de 2019, elle est remplacée par Alberto Castillo.